# 北権現町
北権現町（きたごんげんちょう）とは、宮崎県宮崎市内の地名。中央東地域自治区に属している。郵便番号は880-0823。

## 地理
宮崎市の中心部、中央東地域自治区に属する。町域の北半分は旧宮崎競馬場（JRA宮崎育成牧場）の敷地となっている。南半分は住宅街、ロードサイド店舗が並ぶ。
北を花ケ島町・大島町、南を権現町、西を神宮東1丁目・江平東2丁目と接する。

## 歴史
- 1927年 - 大字花ヶ島および江平町から北権現町が成立。

## 世帯数と人口
2023年（令和5年）9月1日現在の世帯数と人口は以下の通りである。
| 町丁     | 世帯数  | 人口  |
| -------- | ------- | ----- |
| 北権現町 | 358世帯 | 690人 |

## 小・中学校の学区
市立小・中学校に通う場合、学区は以下の通りとなる。
| 町名     | 小学校             | 中学校               |
| -------- | ------------------ | -------------------- |
| 北権現町 | 宮崎市立江平小学校 | 宮崎市立宮崎東中学校 |

## 交通

### 鉄道
町域の西端をJR日豊本線が通過している。最寄り駅は宮崎神宮駅。

### バス
宮交グループの運営するバスが営業している。

## 施設
- 宮崎競馬場（JRA宮崎育成牧場）